# 奧格斯堡主教座堂兒童合唱團

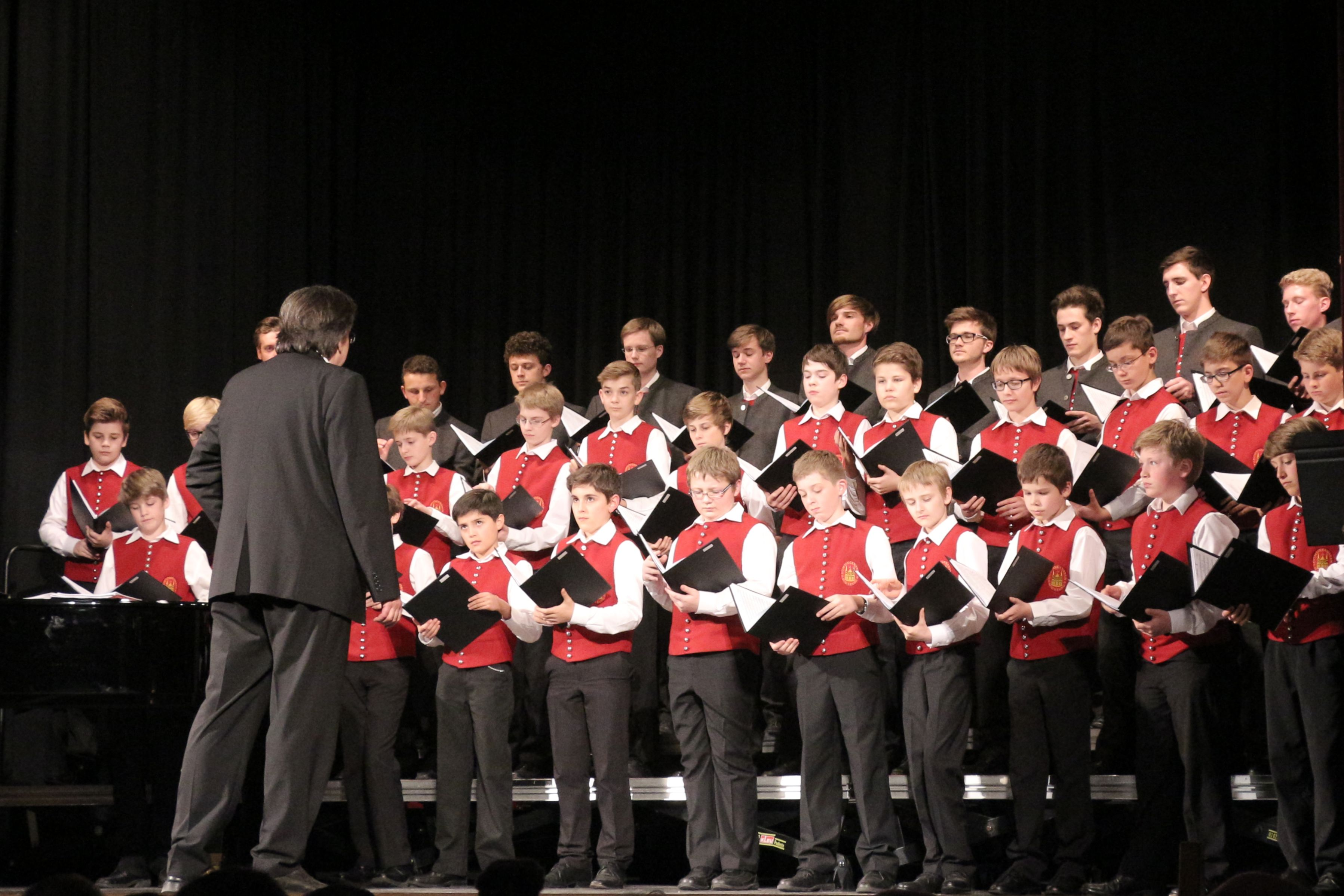
奧格斯堡主教座堂兒童合唱團

奧格斯堡主教座堂兒童合唱團（德語：Augsburg Domsingknaben）是一個常可以在一些古典時期的CD中發現的兒童合唱團。Dom在德文的意思是教堂，Singknaben的意思是唱歌的男孩。很多的表演場合演唱彌撒作品第一的選擇就是奧格斯堡主教座堂兒童合唱團。
該團也培育著自己的童聲女高音獨唱，如在Missa Brevis F-Dur-'Jugendmesse' Hob. XXII, 1 – Kyrie專輯中的兩名獨唱就是十分特別童聲女高音，聽起來就可以知道他們的曲風比較浪漫自由，較有自己的風格。不像有些大型少年合唱團顯的比較拘謹於想要表達原創者的意思，可以說該團是比較不按照既定的模式走。因而該團少有名氣能夠媲美其他合唱團中有名獨唱的團員。不過該團的一組織起來，配上一個分工合作不搶風頭的solo，就是一個成功的團體。
該團的歷史可以追溯到15世紀在奧格斯堡的聖瑪莉大教堂（St. Mary's Cathedral），文獻中第一次提到這些唱歌的男童唱詩班是在1439年，裡面提到這些孩童叫自己叫做"Marianer"，就是瑪麗亞的人。他們一直維持著宗教的傳統，直到1865年因為某些因素而停止。到了1976年才由Josef Stimpfle主教恢復這個失傳的Augsburger Domsingknaben。並且考慮管理上的問題，把它成為Diocesean學校裡頭的一部分。
承襲著既有的合唱團歷史，他們開始訓練可以演唱葛利果聖歌及舊式多音部古典樂的歌手，而現今他們也演唱著海頓的彌撒或是巴哈時期的經文歌。

## 外部連結
- 奧格斯堡主教座堂兒童合唱團官方网站 （页面存档备份，存于） （英文） （德文）